# Alpina trepidaria
Alpina trepidaria är en fjärilsart som först beskrevs av Jacob Hübner 1800-1808.  Alpina trepidaria ingår i släktet Alpina och familjen mätare. Inga underarter finns listade i Catalogue of Life.